# حتال (ردمان)
حتال هي إحدى قرى عزلة قانية بمديرية ردمان التابعة لمحافظة مارب، بلغ تعداد سكانها 362 نسمة حسب تعداد اليمن لعام 2004.